# Тумба (стадион)
Стадион Ту́мба (греч. Γήπεδο Τούμπας) — стадион в Греции, официальное название стадиона — Стадион ПАОК. Домашний стадион команды ПАОК. Располагается в районе Тумба города Салоники.
Стадион был построен в 1959 году для проведения матчей местного чемпионата, первоначальная вместимость стадиона составляла 40 000 мест. С 1979 года стадион стал домашней ареной местного клуба ПАОК. В 1998 году стадион был перестроен, были убраны стоячие места, в результате чего вместимость его уменьшилась до 32 000 мест. А спустя два года, в целях безопасности, состоялась ещё одна перестройка стадиона, из-за чего численность сократилась до 28701 места. В 2004 году стадион был резиденцией и тренировочной базой сборной Греции на Олимпиаде 2004. С лета 2003 по 2004 год состоялась последняя перестройка стадиона, главным нововведением стала постройка 4-этажного здания около западной трибуны стадиона, предназначенного для встречи спортивных и правительственных чиновников высокого ранга.